# Myrtea transversa
Myrtea transversa is een tweekleppigensoort uit de familie van de Lucinidae. De wetenschappelijke naam van de soort is voor het eerst geldig gepubliceerd in 1915 door Smith.